# Zbigniew Tyszka
Zbigniew Tyszka (ur. 10 maja 1933 w Kaliszu, zm. 4 czerwca 2003 w Poznaniu) – profesor socjologii, specjalista z zakresu socjologii rodziny.

## Przebieg kariery akademickiej
W 1956 roku ukończył studia psychologiczne na Uniwersytecie Adama Mickiewicza w Poznaniu. Na tym samym uniwersytecie uzyskał w 1962 roku doktorat z socjologii (temat pracy doktorskiej: Rola kuratora sądowego w resocjalizacji nieletnich przestępców). Pozostał związany z UAM do końca życia. Habilitację otrzymał w 1969 roku (temat pracy: Przeobrażenia rodziny robotniczej w warunkach uprzemysłowienia), stopień profesora nadzwyczajnego w 1976 roku, a profesora zwyczajnego w 1986 roku. W roku akademickim 1965/66 odbył roczny staż naukowy na Columbia University w Nowym Jorku. Był laureatem 6 nagród naukowych Ministra Edukacji Narodowej oraz laureatem nagrody naukowej PAN im. L. Krzywickiego.
Od 1959 roku zatrudniony jako asystent w reaktywowanej Katedrze Socjologii, a potem w Instytucie Socjologii UAM. Twórca Zakładu Socjologii Rodziny, którym kierował przez ponad 30 lat.

## Działalność naukowa
Uznawany za jednego z twórców socjologii rodziny jako dyscypliny akademickiej w Polsce. Autor pierwszego polskiego podręcznika akademickiego tej dziedziny. Jest twórcą systemu metodologicznego socjologicznych badań nad rodziną oraz dokonał syntezy rezultatów badań dotyczących współczesnych rodzin polskich. Opublikował ponad 280 prac naukowych, w tym 8 książek autorskich oraz 12 prac zbiorowych pod swoją redakcją naukową. W 1989 roku założył Roczniki Socjologii Rodziny, których był redaktorem aż do śmierci. Członek Komitetu Redakcyjnego Ruchu Prawniczego, Ekonomicznego i Socjologicznego, i Rady Redakcyjnej Małżeństwa i Rodziny oraz Roczników Pedagogiki Rodziny.
W latach 1976–1990 był koordynatorem ogólnopolskich badań: Stan i przeobrażenia współczesnych rodzin polskich. Projekt ten zgromadził ok. 200 badaczy z różnych dyscyplin. W drugiej połowie lat siedemdziesiątych brał udział w międzynarodowych badaniach analizujących stan rodzin w wybranych krajach europejskich. W latach dziewięćdziesiątych był współpracownikiem Cornell University w badaniach nad jakością życia kobiet w okresie transformacji ustrojowej.
Został pochowany na Cmentarzu Junikowo w Poznaniu w Alei Zasłużonych.
Główne obszary zainteresowań:
- metodologia badań nad rodziną,
- socjalizacja
- przeobrażenia rodziny w warunkach urbanizacji i industrializacji
- wpływ klas i warstw społecznych oraz struktury zawodowej na formy, cechy i dynamikę rodzin.

## Najważniejsze prace
- Zbigniew Tyszka: Przeobrażenia rodziny robotniczej w warunkach uprzemysłowienia i urbanizacji. Warszawa: PWN, 1970. Brak numerów stron w książce
- Zbigniew Tyszka: Socjologia rodziny. Warszawa: 1974. Brak numerów stron w książce
- Zbigniew Tyszka: Z metodologii badań socjologicznych nad rodziną. Bydgoszcz: 1988. Brak numerów stron w książce
- Zbigniew Tyszka: System metodologiczny wieloaspektowej integralnej analizy życia rodzinnego. Poznań: 2001. Brak numerów stron w książce
- Zbigniew Tyszka: Rodzina we współczesnym świecie. Poznań: 2002. Brak numerów stron w książce